# Bruno Carrière
Pour les articles homonymes, voir Carrière.
Bruno Carrière est un réalisateur, directeur de la photographie et scénariste canadien né en 1953 à Cornwall (Canada).

## Parcours artistique
Il est l'auteur d'un long métrage sociopolitique pour le cinéma (Lucien Brouillard), de documentaires de création (7 cordes pour une deuxième vie, L’art n’est point sans Soucy, Passions orchestrée, A session with Nettie, L’art est un jeu…), de séries dramatiques et documentaires pour la télévision (Paris bouche à bouche, Passion whisky, Cauchemar d’amour, Diva, Rivière-des-Jérémie, Les Enquêtes de Chlorophylle, Traquenards, Rotoscopie, Légendes du monde, Super sans plomb), d'un long métrage scientifique (La Grippe), ainsi que de téléfilms dramatiques (Moments de vérité, Double emploi, L’amour tagué, À la vie! À l’amour!). Ses aptitudes pour la réalisation, la direction photo, la scénarisation et la production lui ont permis de travailler à un large éventail de productions nationales et internationales. Il a signé des coproductions avec la France, les États-Unis, l'Espagne, l'Afrique et la Chine. Il est également l’auteur du livre Métier réalisation publié en 2006 aux éditions Les 400 coups. De double nationalité, il mène depuis plus d’une vingtaine d’années une carrière parallèle entre la France et le Québec.

## Filmographie

### comme réalisateur
- 1983 : Lucien Brouillard
- 1987 : Traquenards (série télévisée)
- 1989 : Super sans plomb (série télévisée)
- 1994 : L'Art n'est point sans soucy
- 1995 : L'Amour tagué (TV)
- 1996 : La Grippe
- 2001 : Double emploi (TV)
- 2001 : Rivière-des-Jérémie (série télévisée)
- 2004 : Moments de vérité (TV)

### comme directeur de la photographie
- 1976 : Une semaine dans la vie de camarades
- 1977 : 15 Nov
- 1978 : Le Grand remue-ménage
- 1979 : Le Québec est au monde
- 1982 : Le Goût du miel
- 1985 : Le Choix d'un peuple
- 1996 : La Grippe

### comme scénariste
- 1983 : Lucien Brouillard
- 1994 : L'Art n'est point sans soucy
- 1995 : L'Amour tagué (TV)
- 1996 : La Grippe
- 2004 : Moments de vérité (TV)